# Enicospilus incognitus
Enicospilus incognitus är en stekelart som beskrevs av Izquierdo 1984. Enicospilus incognitus ingår i släktet Enicospilus och familjen brokparasitsteklar. Inga underarter finns listade i Catalogue of Life.